# 蘇光泰
蘇光泰，字来卿，號交宇，锦衣卫官籍，山東東昌府濮州人。明朝政治人物、進士出身。

## 生平
萬曆十六年（1588年）戊子科山東鄉試舉人，十七年（1589年）己丑科進士，二十九年任汝寧府知府，歴升至河南右參政。三十五年京察以浮躁降三级，任四川按察司僉事。天启元年（1621年），升任河南布政使司右参议，分守河北道，驻怀庆。三年，升湖廣副使，遷河南右參政、山西按察使、河南按察使，晉本省右布政使。

## 家族
曾祖蘇祐，兵部尚书。祖蘇濂，官巩昌府通判。父蘇樂，生员。